# Rivalstvo Agasija i Samprasa
Andre Agasi i Pit Sampras su bivši američki teniseri koji su odigrali 34 meča i pet Grend slem finala u periodu između 1989 i 2002 godine. Obojica su bili prvi teniseri na ATP listi, Sampras 286 nedelja, a Agasi 101 nedelju.
Uz suprotne stilove igre, ali i karaktere, odigrali su 34 meča između 1989. i 2002, u kojima je Sampras bio uspešniji: 20-14. Ovo rivalstvo nazvano je jednim od najvećih teniskih rivalstava svih vremena.
Na Grend Slem turnirima igrali su 5 međusobnih finala, od kojih je Sampras dobio 4. Prvo je bilo na US Openu 1990 Agasi je bio favorit budući da je bio među top 3 igrača čak iako je Sampras na putu do finala pobedio bivše brojeve 1, Ivana Lendla i Džona Makenroa. Sampras je dobio ovo finale bez izgubljenog seta.
Iduće je bilo finale Australian Opena 1995. Agasi je dobio meč u 4 seta.
U četvrtfinalu US Opena 2001. Sampras je dobio 6-77, 7-62, 7-62, 7-65; tokom celog meča nijedan od njih nije uspeo da oduzme servis protivniku. Poslednji put u karijeri sreli su se u finalu US Opena 2002. To je bio njihov prvi meč u finalu još od Samprasove pobede 1995. Sampras je pobedio u 4 seta i nedugo zatim najavio kraj karijere. Agasi se povukao 2006. nakon 20 godina profesionalne karijere.
Od njihovog prvog meča do finala US Opena 1995. u međusobnim mečevima bilo je 8-8. Od tog finala do 1999. bilans je bio 9-3 u Samprasovu korist. Agasi je često govorio da je poraz u finalu US Opena 1995. bio snažan udarac za njega od kojeg su mu trebale godine da se oporavi; usled toga i drugih psiholoških problema koje je tada imao pao je na 141. mesto ATP-liste. Sve ovo označilo je značajnu promenu u njihovom rivalstvu. Od 2000. do njihovog poslednjeg meča skor je bio 3-3.
U vreme kad je okončao karijeru Sampras je držao rekord s najviše titula na Grend slem turnirima (14), srušivši rekord Bjerna Borga od 11 titula u Open eri, kao i rekord Roja Emersona od 12 titula postignut pre Open ere. Federer je kasnije nadmašio Samprasa, osvojivši dosad 17 titula. S druge strane, Agasi, koji je osvojio 8 titula na Grend slem turnirima (po čemu deli 5. mesto svih vremena u Open eri, a 6. ukupno), jedan je od samo četvorice igrača koji su ostvarili tzv. Grend slem karijere u Open eri i jedan od sedmorice ukupno. Osvojivši zlatnu medalju na OI 1996. u Atlanti, Agasi je postao prvi od dvojice igrača koji su ostvarili tzv. Zlatni slem karijere u pojedinačnoj konkurenciji (kasnije je to uspeo i Rafael Nadal). Grend slem karijere pokazao se nedostižnim za Samprasa budući da nije mogao da ostvari značajnije uspehe na šljaci, koji neutrališu servis, plasiravši se u samo jedno polufinale Rolan Garosa u celoj karijeri. Agasi je takođe držao rekord s najviše osvojenih turnira iz Masters serije - 17 (kasnije su to nadmašili Nadal i Federer). Agasi je i jedan od dvojice (drugi je Federer, a jedino Novak Đoković i Nadal imaju 8) koji su osvojili 7 različitih Masters turnira, a nazvan je i najboljim riternerom svih vremena. Tokom penzije Sampras i Agasi pronašli su zajedničke stvari kako bi nastavili svoje prijateljstvo na dubljem nivou.

## Lista mečeva
Rezultati sa mečeva ATP turnira i glavnog žreba Grend slem turnira.

### Agasi–Sampras (14–20)
| Legenda                    |
| Grend Slem                 |
| Masters kup                |
| ATP Masters serija         |
| ATP Internacionalna serija |

| Br. | Godina | Turnir             | Podloga | Runda        | Pobednik | Rezultat                       |
| --- | ------ | ------------------ | ------- | ------------ | -------- | ------------------------------ |
| 1   | 1989   | Rim                | Šljaka  | R32          | Agasi    | 6-2, 6-1                       |
| 2   | 1990   | Filadelfija        | Tepih   | R16          | Sampras  | 5-7, 7-5, pov.                 |
| 3   | 1990   | US Open            | Tvrda   | Finale       | Sampras  | 6-4, 6-3, 6-2                  |
| 4   | 1990   | ATP Masters Finale | Tepih   | Grupna faza  | Agasi    | 6-4, 6-2                       |
| 5   | 1991   | ATP Masters Finale | Tepih   | Grupna faza  | Sampras  | 6-3, 1-6, 6-3                  |
| 6   | 1992   | Atlanta            | Šljaka  | Finale       | Agasi    | 7-5, 6-4                       |
| 7   | 1992   | Rolan Garos        | Šljaka  | Četvrtfinale | Agasi    | 7-6(6), 6-2, 6-1               |
| 8   | 1993   | Vimbldon           | Trava   | Četvrtfinale | Sampras  | 6-2, 6-2, 3-6, 3-6, 6-4        |
| 9   | 1994   | Majami             | Tvrda   | Finale       | Sampras  | 5-7, 6-3, 6-3                  |
| 10  | 1994   | Osaka              | Tvrda   | Polufinale   | Sampras  | 6-3, 6-1                       |
| 11  | 1994   | Pariz              | Tepih   | Četvrtfinale | Agasi    | 7-6(6), 7-5                    |
| 12  | 1994   | ATP Masters Finale | Carpet  | Polufinale   | Sampras  | 4-6, 7-6(5), 6-3               |
| 13  | 1995   | Australian Open    | Tvrda   | Finale       | Agasi    | 4-6, 6-1, 7-6(6), 6-4          |
| 14  | 1995   | Indijan Vels       | Tvrda   | Finale       | Sampras  | 7-5, 6-3, 7-5                  |
| 15  | 1995   | Majami             | Tvrda   | Finale       | Agasi    | 3-6, 6-2, 7-6(3)               |
| 16  | 1995   | Montreal           | Tvrda   | Finale       | Agasi    | 3-6, 6-2, 6-3                  |
| 17  | 1995   | US Open            | Tvrda   | Finale       | Sampras  | 6-4, 6-3, 4-6, 7-5             |
| 18  | 1996   | San Hoze           | Tvrda   | Finale       | Sampras  | 6-2, 6-3                       |
| 19  | 1996   | Štutgart           | Tepih   | Četvrtfinale | Sampras  | 6-4, 6-1                       |
| 20  | 1996   | ATP Masters Finale | Tepih   | Grupna faza  | Sampras  | 6-2, 6-1                       |
| 21  | 1998   | San Hoze           | Tvrda   | Finale       | Agasi    | 6-2,6-4                        |
| 22  | 1998   | Monte Karlo        | Šljaka  | R32          | Sampras  | 6-4, 7-5                       |
| 23  | 1998   | Montreal           | Tvrda   | Četvrtfinale | Agasi    | 6-7(5), 6-1, 6-2               |
| 24  | 1999   | Vimbldon           | Trava   | Finale       | Sampras  | 6-3, 6-4, 7-5                  |
| 25  | 1999   | Los Anđeles        | Tvrda   | Finale       | Sampras  | 7-6(3), 7-6(1)                 |
| 26  | 1999   | Sinsinati          | Tvrda   | Polufinale   | Sampras  | 7-6(7), 6-4                    |
| 27  | 1999   | ATP Masters Finale | Tvrda   | Grupna faza  | Agasi    | 6-2, 6-2                       |
| 28  | 1999   | ATP Masters Finale | Tvrda   | Finale       | Sampras  | 6-1, 7-5, 6-4                  |
| 29  | 2000   | Australian Open    | Tvrda   | Polufinale   | Agasi    | 6-4, 3-6, 6-7(0), 7-6(5), 6-1  |
| 30  | 2001   | Indijan Vels       | Tvrda   | Finale       | Agasi    | 7-6(5), 7-5, 6-1               |
| 31  | 2001   | Los Anđeles        | Tvrda   | Finale       | Agasi    | 6-4, 6-2                       |
| 32  | 2001   | US Open            | Tvrda   | Četvrtfinale | Sampras  | 6-7(7), 7-6(2), 7-6(2), 7-6(5) |
| 33  | 2002   | Hjuston            | Šljaka  | Polufinale   | Sampras  | 6-1, 7-5                       |
| 34  | 2002   | US Open            | Tvrda   | Finale       | Sampras  | 6-3, 6-4, 5-7, 6-4             |

## Analiza mečeva
- Svi mečevi: Sampras 20–14
- Tvrda podloga: Sampras, 11–9
- Trava: Sampras, 2–0
- Šljaka: Agasi, 3–2
- Tepih: Sampras, 5–2
- Masters Serija mečevi: Agasi, 5–4
- Masters Serija finala: Agasi, 3–2
- Grend slem mečevi: Sampras, 6–3
- Grend slem finala: Sampras, 4–1
- Finale masters-mečevi: Sampras, 4–2
- Finale masters-finala: Sampras, 1–0
- Sva finala: Sampras, 9–7

## Spoljašnje veze
- Međusobni skor Agasija i Samprasa sajt ATP